# Elyite
La elyite è un minerale.